# Classic Var 2024
La Classic Var 2024, prima edizione della corsa, valevole come evento dell'UCI Europe Tour 2024 categoria 1.1, si svolse il 16 febbraio 2024 su un percorso di 183,4 km, con partenza da Saint-Raphaël e arrivo in vetta al Mont Faron nel sud della Francia. La vittoria fu appannaggio del francese Lenny Martinez, il quale completò il percorso in 4h09'43", alla media di 44,282 km/h, precedendo il norvegese Tobias Johannessen e il connazionale Romain Bardet.
Sul traguardo di Mont Faron 100 corridori, dei 108 partiti da Saint-Raphaël, completarono il percorso.

## Squadre e corridori partecipanti
| N.    | Cod. | Squadra                         |
| ----- | ---- | ------------------------------- |
| 1-7   | ARK  | Arkéa-B&B Hotels                |
| 11-16 | IPT  | Israel-Premier Tech             |
| 21-27 | GFC  | Groupama-FDJ                    |
| 31-37 | COF  | Cofidis                         |
| 41-46 | DSM  | Team DSM-Firmenich PostNL       |
| 51-54 | LDD  | Lotto Dstny Development Team    |
| 61-67 | DAT  | Decathlon AG2R La Mondiale Team |
| 71-77 | UXM  | Uno-X Mobility                  |

| N.      | Cod. | Squadra                    |
| ------- | ---- | -------------------------- |
| 81-87   | LTF  | Lidl-Trek Future Racing    |
| 91-97   | COR  | Corratec Vini Fantini      |
| 101-107 | BWB  | Bingoal WB                 |
| 111-117 | NMC  | Nice Métropole Côte d'Azur |
| 121-126 | VRR  | Van Rysel-Roubaix          |
| 131-137 | TEN  | TotalEnergies              |
| 141-147 | AUB  | St Michel-Mavic-Auber93    |
| 151-157 | UCN  | CIC U Nantes Atlantique    |

## Ordine d'arrivo (Top 10)
| Pos. | Corridore          | Squadra   | Tempo    |
| ---- | ------------------ | --------- | -------- |
| 1    | Lenny Martinez     | Groupama  | 4h09'43" |
| 2    | Tobias Johannessen | Uno-X     | s.t.     |
| 3    | Romain Bardet      | DSM       | s.t.     |
| 4    | Michael Woods      | Israel    | a 1"     |
| 5    | A. Paret-Peintre   | Decathlon | a 10"    |
| 6    | David Gaudu        | Groupama  | a 17"    |
| 7    | Bastien Tronchon   | Decathlon | a 28"    |
| 8    | Kevin Vermaerke    | DSM       | s.t.     |
| 9    | Simon Dalby        | Uno-X     | s.t.     |
| 10   | Romain Grégoire    | Groupama  | a 41"    |